# Тевзадзе, Энуки Давидович
Энуки Давидович Тевзадзе (24 августа 1959, Хоби, Самегрело — Земо-Сванети — 1 ноября 2012) — советский и грузинский футболист, защитник, полузащитник.
Воспитанник футбольной школы ДЮСШ Хоби, Первый тренер М. Хурция. Начинал играть в 1978 году в команде первой лиги «Торпедо» Кутаиси. В 1979—1982 годах выступал в клубе второй лиги «Колхети» Поти (в 1980 году играл за команду КФК СКА Тбилиси). В 1983 году в составе команды высшей лиги «Торпедо» Кутаиси сыграл 27 матчей, забил два гола. В 1984 году перешёл в «Динамо» Тбилиси, провёл 12 матчей в чемпионате; в следующем году — два. В 1986 году вместе с командой «Гурия» Ланчхути вышел в высшую лигу, где в следующем году в 29 матчах забил два гола. В первой половине сезона-88 сыграл в чемпионате семь матчей за «Динамо» Тбилиси, после чего вновь перешёл в «Торпедо» Кутаиси, с которым вышел в первую лигу. Сыграв в 1989 году три матча, перешёл в клуб второй лиги «Колхети», где и завершил карьеру, проведя в 1990—1991 годах 39 матчей, забив 9 голов в чемпионате Грузии.
Скончался 1 ноября 2012 года в возрасте 53 лет.